# گلرخ بال‌نارنجی
گلرخ بال‌نارنجی (نام علمی: Pytilia afra)، که همچنین به عنوان گلرخ پشت‌زرین شناخته می‌شود، گونه‌ای سهرهٔ ریز است که در آفریقا یافت می‌شود. این گونه گستره وسیعی دارد و اتحادیه بین‌المللی حفاظت از طبیعت آن را به عنوان کمترین نگرانی ارزیابی کرده است.

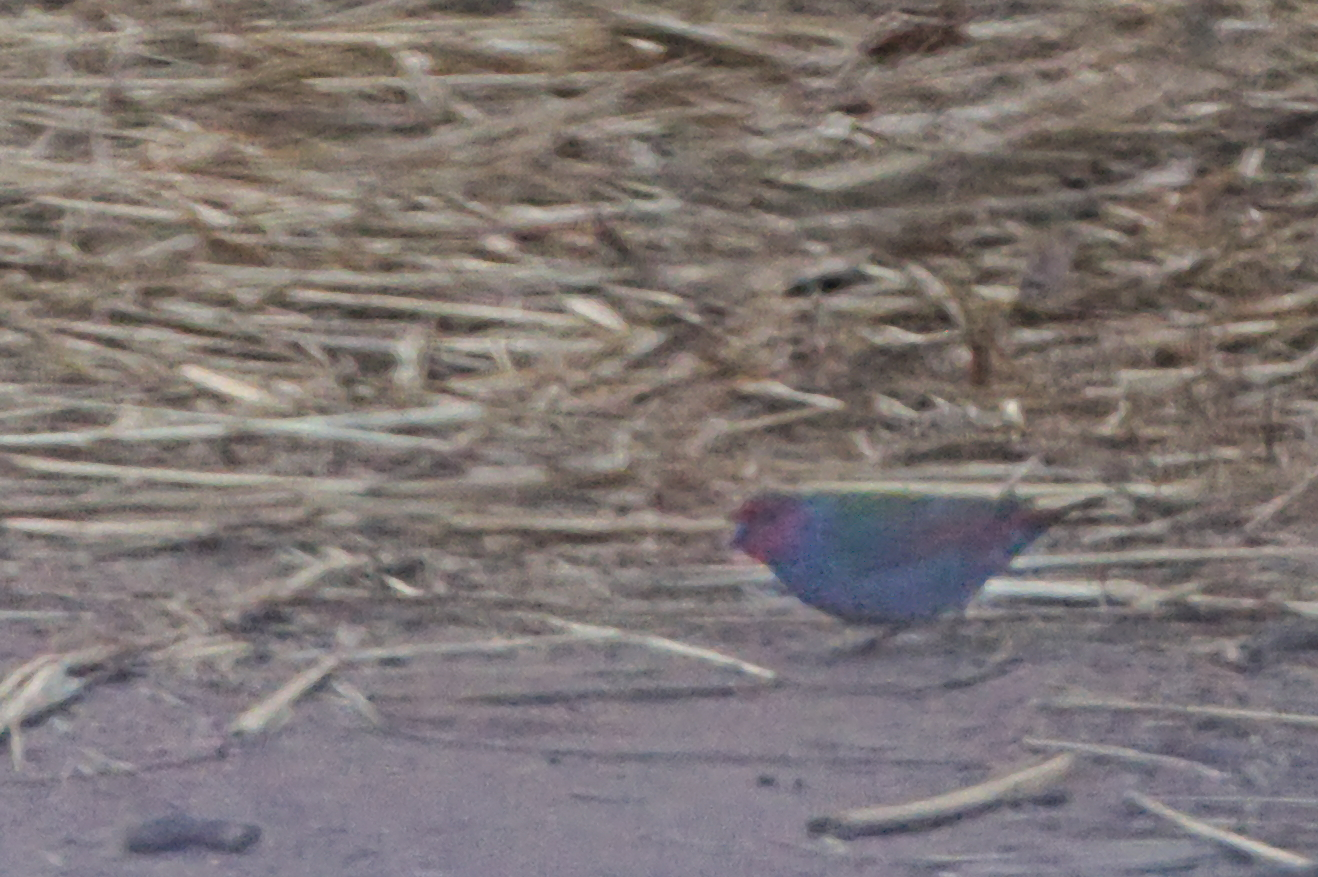
گلرخ بال‌نارنجی